# Emil Höchstädter
Emil Höchstädter  (* 31. Januar 1881 in Kitzingen; † 6. Dezember 1961 in Würzburg) war ein deutscher Jurist.
Höchstädter schloss sein Studium mit Promotion zum Dr. jur. ab. Ab 1911 war er Amtsrichter in München. Die Teilnahme am Ersten Weltkrieg unterbrach seinen beruflichen Werdegang. Ab 1934 war er Mitglied des Lempp'schen Kreises und 1943 Mitverfasser und Überbringer der so genannten „Denkschrift der Münchner Laien“ des Württemberger Pfarrers Hermann Diem zur Judenfrage.
Von 1946 bis 1951 war er Präsident des Landgerichts Bayreuth.

## Ehrungen
1952: Verdienstkreuz (Steckkreuz) der Bundesrepublik Deutschland